# Château de Romainville
Pour les articles homonymes, voir Romainville (homonymie).
Le château de Romainville est un château français du XIXe siècle situé dans la commune d’Ecquevilly dans le département des Yvelines et la région Île-de-France.

## Histoire
L’origine de la propriété remonte au XVIe siècle. 
À la suite d'une confiscation comme bien national, elle fut vendue et différents propriétaires se succédèrent, chacun l’améliorant et l’agrandissant.
Aimé-Philippe Roman (1798), Marie-Gabriel Perrier (1802) puis Jean Charles Joachim Davillier, régent de la Banque de France (1804) et enfin Henry Deutsch de la Meurthe, industriel et mécène en 1893 furent propriétaires du domaine.
Le château de Romainville et ses nombreuses dépendances constituent un ensemble architectural représentatif, de style anglo-normand, fait de pierres meulières, de colombages et de briques.
Depuis 2001, le château de Romainville est réservé à l’accueil de séminaires d'entreprises,.